# اس‌اس کملوپس
اس‌اس کملوپس (به انگلیسی: SS Kamloops) یک کشتی بود که طول آن ۲۵۰ فوت (۷۶ متر) و ارتفاع آن ۲۴ فوت (۷٫۳ متر) بود. این کشتی در سال ۱۹۲۴ ساخته شد.